# Sygehusapoteket Roskilde
Sygehusapoteket Roskilde (tidligere Roskilde Amts Sygehusapotek) er et af de tre sygehusapoteker i Region Sjælland og er offentligt ejet af regionen.
Sygehusapoteket er en sygehusafdeling beliggende på Roskilde Sygehus. Hospitalsapoteket ledes overordnet af sygehusapoteker Inger Bjeldbak-Olesen.
Sygehusapoteket Roskilde beskæftiger tilsammen omkring 35 medarbejdere, som er farmakonomer, farmaceuter, defektricer, apoteksmedhjælpere, laboranter, apoteksportører og hospitalsmedhjælpere.
Hospitalsapoteket har ansvar for at yde klinisk farmaci samt indkøbe, fremstille og levere lægemidler til Roskilde Sygehus, Køge Sygehus og Psykiatrien i Roskilde.

## Eksterne kilder, links og henvisninger
- Sygehusapoteket Roskildes hjemmeside (Webside ikke længere tilgængelig)
- Sygehusapotekerne i Region Sjælland – rapport af 22.01.2007 (Webside ikke længere tilgængelig)
- Rammerne for sygehusapotekernes fremtidige virke i Region Sjælland – rapport af 16.01.2008 (Webside ikke længere tilgængelig)

|  | Denne artikel om en bygning eller et bygningsværk kan blive bedre, hvis der indsættes et (bedre) billede. Du kan hjælpe ved at afsøge Wikimedia Commons for et passende billede eller lægge et op på Wikimedia Commons med en af de tilladte licenser og indsætte det i artiklen. |

|  | Denne artikel kan blive bedre, hvis der indsættes geografiske koordinater Denne artikel omhandler et emne, som har en geografisk lokation. Du kan hjælpe ved at indsætte koordinater i wikidata. |